# Чимботе
Чимботе (ісп. Chimbote; кеч. Chimputi) — найбільше місто в перуанському регіоні Анкаш, адміністративний центр провінції Санта та округу Чимботе. 

## Географія
Місто розташоване на березі затоки Чимботе, на південь від міста Трухільйо та за 420 км на північ від Ліми, на Панамериканському шосе. З цього міста починається ланцюжок важливих міст, такох як Трухільйо, Чиклайо і Піура.

### Клімат
Місто знаходиться у зоні, котра характеризується кліматом тропічних пустель. Найтепліший місяць — лютий із середньою температурою 23.9 °C (75 °F). Найхолодніший місяць — вересень, із середньою температурою 18.3 °С (65 °F).
| Клімат Чимботе          | Клімат Чимботе | Клімат Чимботе | Клімат Чимботе | Клімат Чимботе | Клімат Чимботе | Клімат Чимботе | Клімат Чимботе | Клімат Чимботе | Клімат Чимботе | Клімат Чимботе | Клімат Чимботе | Клімат Чимботе | Клімат Чимботе |
| Показник                | Січ.           | Лют.           | Бер.           | Квіт.          | Трав.          | Черв.          | Лип.           | Серп.          | Вер.           | Жовт.          | Лист.          | Груд.          | Рік            |
| Абсолютний максимум, °C | 32             | 32             | 33             | 32             | 32             | 31             | 29             | 28             | 28             | 29             | 28             | 32             | 33             |
| Середній максимум, °C   | 25             | 26             | 26             | 24             | 22             | 21             | 21             | 20             | 20             | 21             | 22             | 24             | 23             |
| Середня температура, °C | 23             | 23             | 23             | 22             | 21             | 20             | 18             | 18             | 18             | 19             | 20             | 21             | 21             |
| Середній мінімум, °C    | 20             | 21             | 21             | 19             | 18             | 17             | 16             | 16             | 16             | 16             | 17             | 19             | 18             |
| Абсолютний мінімум, °C  | 12             | 17             | 14             | 7              | 6              | 12             | 11             | 6              | 6              | 5              | 8              | 7              | 5              |
| Норма опадів, мм        | 0              | 0              | 0              | 0              | 0              | 0              | 0              | 0              | 0              | 0              | 0              | 0              | 10             |
| ----------------------- | -------------- | -------------- | -------------- | -------------- | -------------- | -------------- | -------------- | -------------- | -------------- | -------------- | -------------- | -------------- | -------------- |
| Джерело: Weatherbase    |                |                |                |                |                |                |                |                |                |                |                |                |                |

## Економіка
Хоча протягом 1970-тих років рибальство міста зазнало проблем через землетрус та ефект Ель-Ніньйо, зараз понад 75 % перуанської риболовецької промисловості зосереджено в цьому місті. Вигідне географічне положення робить Чимботе головним транспортним вузлом району долини річки Ріо-Санта. По залізниці Чимботе-Уаянка, збудованій в 1922 році, до міста доставляються вугілля та залізна руда, що забезпечують місцеву сталеливарну промисловість. Також місто є важливим центром транспортування рису, бавовнику, цукрової тростини і бананів.